# Agía Kyriakí (Astypalée)
Agía Kyriakí (grec moderne : Αγία Κυριακή) est un îlot, ainsi qu'une localité, située dans le dème d'Astypalée, dans le district régional de Kálymnos, dans la périphérie d'Égée-Méridionale, en Grèce.
Selon le recensement de 2021, elle ne compte pas d'habitants.